# Kompania graniczna KOP „Osowik”

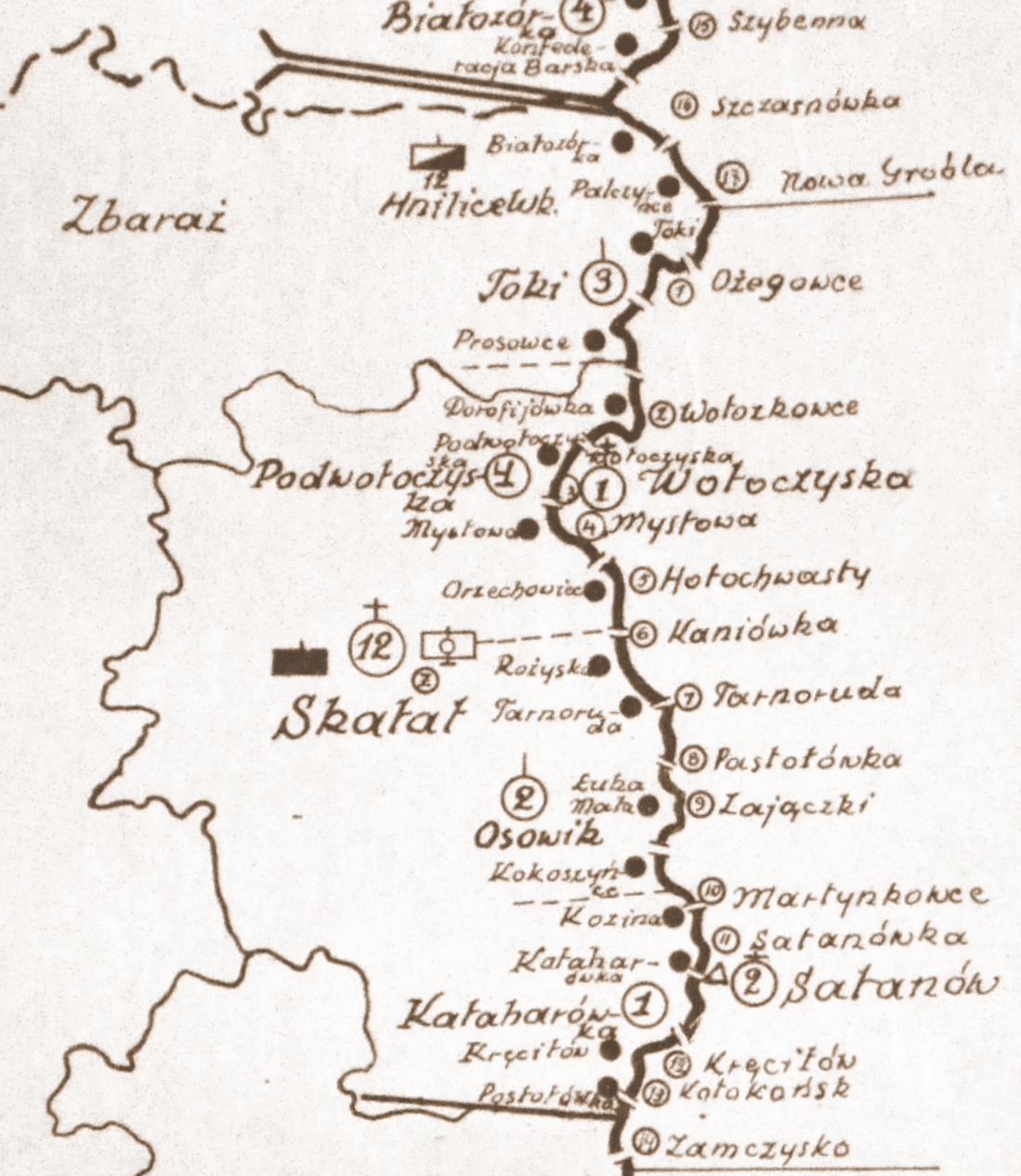
Rozmieszczenie batalionu KOP „Skałat” w 1931

Kompania graniczna KOP „Osowik” – pododdział graniczny Korpusu Ochrony Pogranicza pełniący służbę ochronną na granicy polsko-radzieckiej.

## Formowanie i zmiany organizacyjne
Na podstawie rozkazu Ministra Spraw Wojskowych nr 1600/tjn./O.de B/25, w drugim etapie organizacji Korpusu Ochrony Pogranicza, w terminie do 1 marca 1925 sformowano 12 batalion graniczny , a w jego składzie 2 kompanię graniczną KOP.
W listopadzie 1936 kompania liczyła 2 oficerów, 7 podoficerów, 4 nadterminowych i 80 żołnierzy służby zasadniczej.
W 1939 2 kompania graniczna KOP „Osowik” nadal podlegała dowódcy batalionu KOP „Skałat”.

## Służba graniczna
Podstawową jednostką taktyczną Korpusu Ochrony Pogranicza przeznaczoną do pełnienia służby ochronnej był batalion graniczny. Odcinek batalionu dzielił się na pododcinki kompanii, a te z kolei na pododcinki strażnic, które były „zasadniczymi jednostkami pełniącymi służbę ochronną”, w sile półplutonu. Służba ochronna pełniona była systemem zmiennym, polegającym na stałym patrolowaniu strefy nadgranicznej i tyłowej, wystawianiu posterunków alarmowych, obserwacyjnych i kontrolnych stałych, patrolowaniu i organizowaniu zasadzek w miejscach rozpoznanych jako niebezpieczne, kontrolowaniu dokumentów i zatrzymywaniu osób podejrzanych, a także utrzymywaniu ścisłej łączności między oddziałami i władzami administracyjnymi. Miejscowość, w którym stacjonowała kompania graniczna, posiadała status garnizonu Korpusu Ochrony Pogranicza.
2 kompania graniczna „Osowik” w 1934 ochraniała odcinek granicy państwowej szerokości 24 kilometrów 890 metrów. Po stronie sowieckiej granicę ochraniały zastawy „Kaniówka”, „Tarnoruda”, „Pastołóka” i „Zajączki” z komendantury „Satanów” .
Kompanie sąsiednie:
- 4 kompania graniczna KOP „Podwołoczyska” ⇔ 1 kompania graniczna KOP „Kałaharówka” – 1928[7], 1929[8], 1931[6] , 1932[9], 1934[10]
- 1 kompania graniczna KOP „Podwołoczyska” ⇔ 3 kompania graniczna KOP „Postołówka” – 1938[11]

## Działania kompanii we wrześniu 1939
17 września 1939 pododdziały batalionu KOP „Skałat” zostały zaatakowane przez oddziały 17 Korpusu Strzeleckiego komdiwa Konstantina Stiepanowicza Kołganowa (ros. Константин Степанович Колганов), wzmocnione czołgami 10 BPanc płk. Iwanowa, 38 BPanc. płk. Piotra Wołocha oraz pododdziałami 22 Oddziału Wojsk Ochrony Pogranicza NKWD.
2 kompania graniczna „Osowik” 17 września w zasadzie nie była atakowana. Na rozkaz kpt. Harnera rozpoczęła przygotowania do opuszczenia pozycji. Jako że dowództwo baonu utraciło kontakt z pułkiem, ppłk Janusz połączył się z pełniącym funkcję dowódcy obszaru tyłowego na Podolu gen. Łuczyriskim, od którego otrzymał rozkaz opuszczenia Skałatu i prowadzenia działań opóźniających na kierunku Sorock-Trembowla-Buczacz. Dowódca baonu rozkazał dowódcy 2 kompanii opuszczenie zajmowanych pozycji i dołączenie do sił głównych baonu.
W godzinach popołudniowych pododdziały znajdujące się w Skalacie opuściły miasto maszerując w kierunku Sorocka. Oddziały sowieckie nie podejmowały jakichkolwiek działań w stosunku do maszerujących Polaków. W Sorocku dowódca batalionu otrzymał kolejny rozkaz od gen. bryg. Łuczyńskiego. Miał wycofywać się na granicę rumuńską lub węgierską. Po przeprowadzeniu oceny położenia ppłk Janusz zdecydował się na powrót baonu do Skałatu. 18 września batalion powrócił do swoich koszar i rozkazem dowódcy został rozwiązany. Dowódca batalionu wraz z oficerami oczekiwał wejścia oddziałów Armii Czerwonej. Po wejściu do miasta sowietów oficerowie i podoficerowie zostali aresztowani.

## Struktura organizacyjna
| Struktura organizacyjna 2 kompanii granicznej KOP „Osowik” | Struktura organizacyjna 2 kompanii granicznej KOP „Osowik” | Struktura organizacyjna 2 kompanii granicznej KOP „Osowik” | Struktura organizacyjna 2 kompanii granicznej KOP „Osowik” |
| ---------------------------------------------------------- | ---------------------------------------------------------- | ---------------------------------------------------------- | ---------------------------------------------------------- |
| Lata                                                       | 1928-1934                                                  | 1938                                                       | 17 września 1939                                           |
| Strażnice                                                  | strażnica KOP „Rożyska”                                    | strażnica KOP „Rożyska”                                    | strażnica KOP „Rożyska”                                    |
| Strażnice                                                  | strażnica KOP „Tarnoruda”                                  |                                                            |                                                            |
| Strażnice                                                  | strażnica KOP „Łuka Mała”                                  |                                                            |                                                            |
| Strażnice                                                  | strażnica KOP „Kokoszyńce”                                 | strażnica KOP „Kozina”                                     | strażnica KOP „Kozina”                                     |
| Strażnice                                                  | strażnica KOP „Kałaharówka”                                |                                                            |                                                            |
| Inne                                                       |                                                            |                                                            | pluton odwodowy                                            |

## Dowódcy kompanii
- kpt. Stefan Fijałkowski[k] (był VI 1939)[16]
- kpt. Józef Dębowski[l] (IX 1939)